# دامنه تک‌پالس

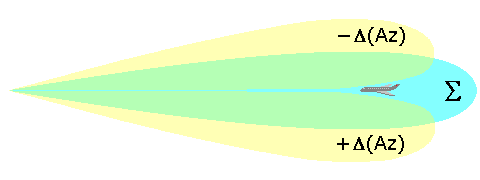
تشریح پرتوهای تجمعی-تفاضلی

دامنه تک پالس یک نوع تکنیک جهت‌یابی است که در سیستم‌های رادار برای افزایش دقت به کار گرفته می‌شود به این صورت که می‌تواند زمان ورود را با توجه به پالس آن تخمین بزند.

## نزدیک شدن
دو پرتو آنتن به صورت لب به لب به طوری که گرای مغناطیسی آن‌ها تفاوت کمی داشته باشد تشکیل می‌شود. معمولاً میزان هم‌پوشانی در نقطه ۳دسی‌بل در نظر گرفته می‌شود. با مقایسۀ دامنه نسبی دو پرتو، موقعیت شی مورد نظر با دقتی که به نسبت سیگنال به نویز پرتوها بستگی دارد تعیین می‌شود.

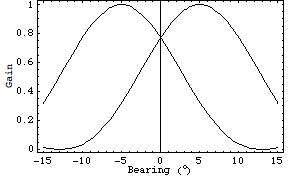
دو پرتو دارای هم‌پوشانی
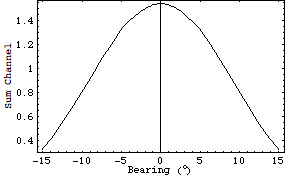
الگوی جمع دو پرتو
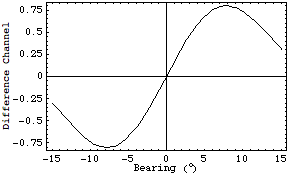
الگوی تفاضل دو پرتو
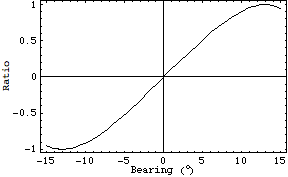
الگوی نسبی تجمعی-تفاضلی دو پرتو